# Стэплз, Джим
Джеймс Эдвард (Джим) Стэплз (англ. James Edward "Jim" Staples, родился 20 октября 1965 года в Бермондси) — ирландский регбист, выступавший на позиции фуллбэка.

## Биография
Родился в Бермондси, пригороде Лондона. Изучал экономику в университете, играл в регби за команду провинции Коннахт. В 1990 году стал игроком команды ирландской общины Лондона «Лондон Айриш» из чемпионата Англии. 16 февраля 1991 года дебютировал в майке сборной Ирландии матчем Кубка пяти наций против Уэльса в Кардиффе: в тот день в защите у сборной Ирландии в стартовом составе были семь человек, родившиеся не на территории Ирландии. Также сыграл 4 матча на чемпионате мира и занёс попытку в матче против Японии.
В 1992 году Стэплз провёл один матч за клуб «Барбарианс». С 1994 года Стэплз играл за команду «Харлекуинс». Потенциал Стэплза не был реализован из-за серии травм: так, разрыв крестообразных связок привёл к выбыванию последнего из строя на весь сезон 1993/1994. В 1995 году в матче чемпионата мира в ЮАР против Новой Зеландии игрок получил перелом руки и пропустил остаток турнира. В 1996 году в ноябрьском тест-матче против Австралии получил перелом челюсти, что поставило под угрозу участие Стэплза в Кубке пяти наций следующего года, однако Стэплз восстановился и сыграл там в качестве капитана. 1 марта 1997 года провёл последнюю игру за ирландцев в карьере против Шотландии. 
После карьеры Стэплз работал во французском банке Société Générale и британском банке Barclays.